# Ломбарди, Роберта
Роберта Ломбарди (итал. Roberta Lombardi; род. 15 августа 1973, Орбетелло) — итальянский политик, депутат Палаты депутатов Италии от «Движения пяти звёзд», первый председатель фракции «Движения пяти звёзд».

## Биография

### Личная жизнь
Уроженка Орбетелло, позднее переехала в Рим. Получила юридическое образование в Римском университете Ла Сапиенца по специальности «международное торговое право» и в Международном свободном университете LUISS по специальности «менеджмент».
Роберта занималась различной гражданской деятельностью с 19 лет: в разное время она работала сиделкой, секретарём в различных организациях, аниматором на детских праздниках и в различных магазинах, а также занималась преподавательской и консультативной деятельностью. Воспитывает двоих детей.

### Политическая деятельность
В 2008 году Роберта принимала участие в региональных выборах в Риме от «Списка гражданских друзей Беппе Грилло в Риме», заняв 199-е место. Сотрудничавшая с января 2007 года, она позднее официально стала членом партии «Движение пяти звёзд». В декабре 2012 года приняла участие в парламентских выборах и одержала победу в избирательном округе Лацио 1, получив место в Палате депутатов на следующий год.
19 марта 2013 года Роберта возглавила фракцию Движения пяти звёзд в Палате депутатов. Она отказалась де-факто от этой должности 5 июня, уступив её Риккардо Нути, но продолжила заниматься различными бюрократическими вопросами. С 28 января 2015 года Роберта Ломбарди — член XI комиссии Палаты депутатов (по государственному и частному труду).

## Скандалы
В январе 2013 года Роберта Ломбарди разместила запись в блоге следующего содержания:

Пока идеология фашизма не выродилась, она обеспечивала очень высокое суждение о государстве. Фашизм давал вдохновленное социализмом чувство общности нации, высокое суждение о государстве и охрану семьи.
Оригинальный текст (итал.)Prima di degenerare il fascismo aveva un alto senso dello Stato. Il fascismo aveva una dimensione nazionale di comunità attinta a piene mani dal socialismo, un altissimo senso dello Stato e la tutela della famiglia.

На следующий день Ломбарди возмутилась тому, как интерпретируют её слова, и отвергла обвинения в поддержке фашистской идеологии, заявив, что всего лишь давала исторический обзор эпохе. Ещё одним скандальным утверждением Ломбарди стало то, что предоставляемая социальная защита работникам, пострадавшим от несправедливого увольнения, является отклонением от нормы.